# Laides
Laides (Лаідес) — рід риб родини Ailiidae ряду сомоподібні. Має 2 види.

## Опис
Загальна довжина представників цього роду коливається від 13 до 14 см. Голова коротка, широка. Очі великі. Є 4 пари вусів, з яких найдовшими є 1 пара на верхній щелепі. Тулуб подовжений, масивний. Черево вигнуте. Спинний плавець високий, з короткою основою. Жировий плавець практично непомітний. Грудні плавці звужені. Черевні плавці крихітні. Анальний плавець довгий, має 38—42 м'яких променів. Хвостовий плавець помірно розрізаний, лопаті широкі, загострені на кінцях.
Забарвлення сріблясте, верх голови, спина чорного кольору, плавці — світло-коричневі.

## Спосіб життя
Це демерсальні риби. Водяться в прісній воді. Зустрічаються у великих річках і притоках з повільною течією. Утворюють невеличкі косяки. Живляться зоопланктоном і дрібною рибою.

## Розповсюдження
Мешкають у водоймах Малайзії, Індонезії і басейнах річок Меконг і Чао-Прайя.

## Види
- Laides hexanema
- Laides longibarbis